# Americký leasing
Americký leasing je marketingový pojem (správněji americký operativní leasing), který sdružuje několik služeb do jednoho balíčku. Tuto službu většinou poskytují velcí poskytovatelé operativního leasingu ve spolupráci s distributory pohonných hmot. Smyslem je vydělat peníze na tom, že provozovatel užitkového vozidla potřebuje účtovat sazbu jako cenu za "km", avšak cena pohonných hmot se neustále mění. Toto je eliminováno v případě, že distributor pohonných hmot "zafixuje" cenu paliva na určité období. Palivo je pak vydáváno oproti platbě zvláštní kreditní kartou ("palivová karta"). Ta umožňuje distributorovi určovat, kde má zákazník tankovat, a leasingové společnosti umožňuje realizovat finanční výnos z úročení kreditního zůstatku. Provozovatel vozidla potom vydělává především na tom, že prakticky nemá fixní náklady v souvislosti s provozováním autoparku a to mu umožňuje lepší finanční plánování a vyšší konkurenceschopnost.

## Význam pojmu
Význam marketingového pojmu americký leasing, resp. americký operativní leasing vyjadřuje obchodní B2B vztah = vertikální spolupráci mezi provozovatelem vozidla – distributorem paliva – leasingovou společností – prodejcem vozidla.
Pravděpodobně poprvé se tento typ spolupráce objevil ve Spojených státech, odkud se rozšířil do Austrálie a Číny. V Evropě se tento produkt rozvíjí až v poslední době, zejména z důvodů hledání a zavádění alternativních pohonných hmot pro nákladní vozy (biopaliva, CNG, apod.). Tlak provozovatelů způsobuje, že se výrobci a hlavní dovozci do jednotlivých lokalit zaměřují i na podporu distribuce vhodných pohonných hmot. Vzniká vzájemná potřeba výrobce vozidla a výrobce paliva se koordinovat. Leasingová společnost, jako poskytovatel operativního leasingu, musí novátorsky "akceptovat" technické řešení vozidla, protože po ukončení operativního leasingu (obvykle 3–4 roky) provozovatel částečně ojeté vozidlo vrátí zpět leasingové společnosti, která má zájem na jeho dalším využití (většinou prodeji).

## Historie vzniku
Někdy bývá pojem americký leasing záměrně nesprávně asociován k bankovnímu produktu – americké hypotéce. Jedná se většinou o snahu prodejců odlišit se, aniž by za tímto "odlišením se" byla nová myšlenka. Pokud není do operativního leasingu zapojen i výrobce či distributor paliva, nejedná se v pravém slova smyslu o americký operativní leasing. V názvu je zahrnuto slovo americký, což naznačuje, že se jedná o novotvar výhradně používaný mimo oblast Ameriky, resp. USA.

## Současnost
V současné době se rozvíjí spolupráce výrobců alternativních pohonných hmot s výrobci (importéry) nákladních vozů. Úspěšně se zavádí pohon na stlačený zemní plyn (CNG), výrazně se rozvíjí přidávání bionafty do standardních paliv diesel. Snahou provozovatelů je snížit provozní náklady na minimum a tím získat konkurenční výhodu. To znamená, že vertikální způsob spolupráce v oblasti "lesingu km" je na prahu svého rozkvětu. Oproti tomu existuje reálná snaha tvůrců daňových systémů z řad odborné lobby prosadit zrušení operativního leasingu, jako formy poskytování leasingu.